# Phyllonorycter platani
Phyllonorycter platani là một loài loài bướm thuộc họ Gracillariidae. Loài này có ở châu Âu và Cận Đông.

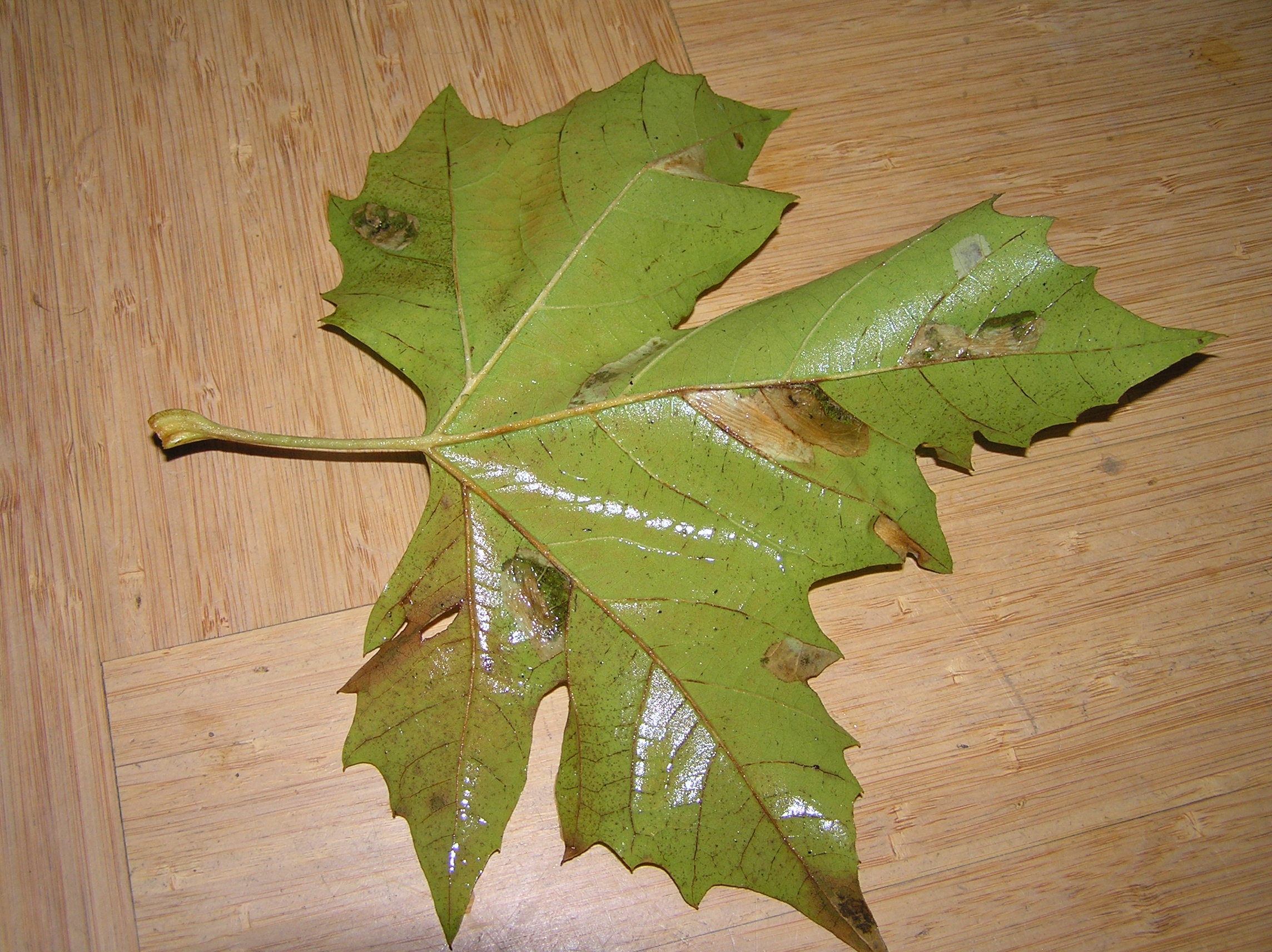
Sâu ăn lá cây Platanus

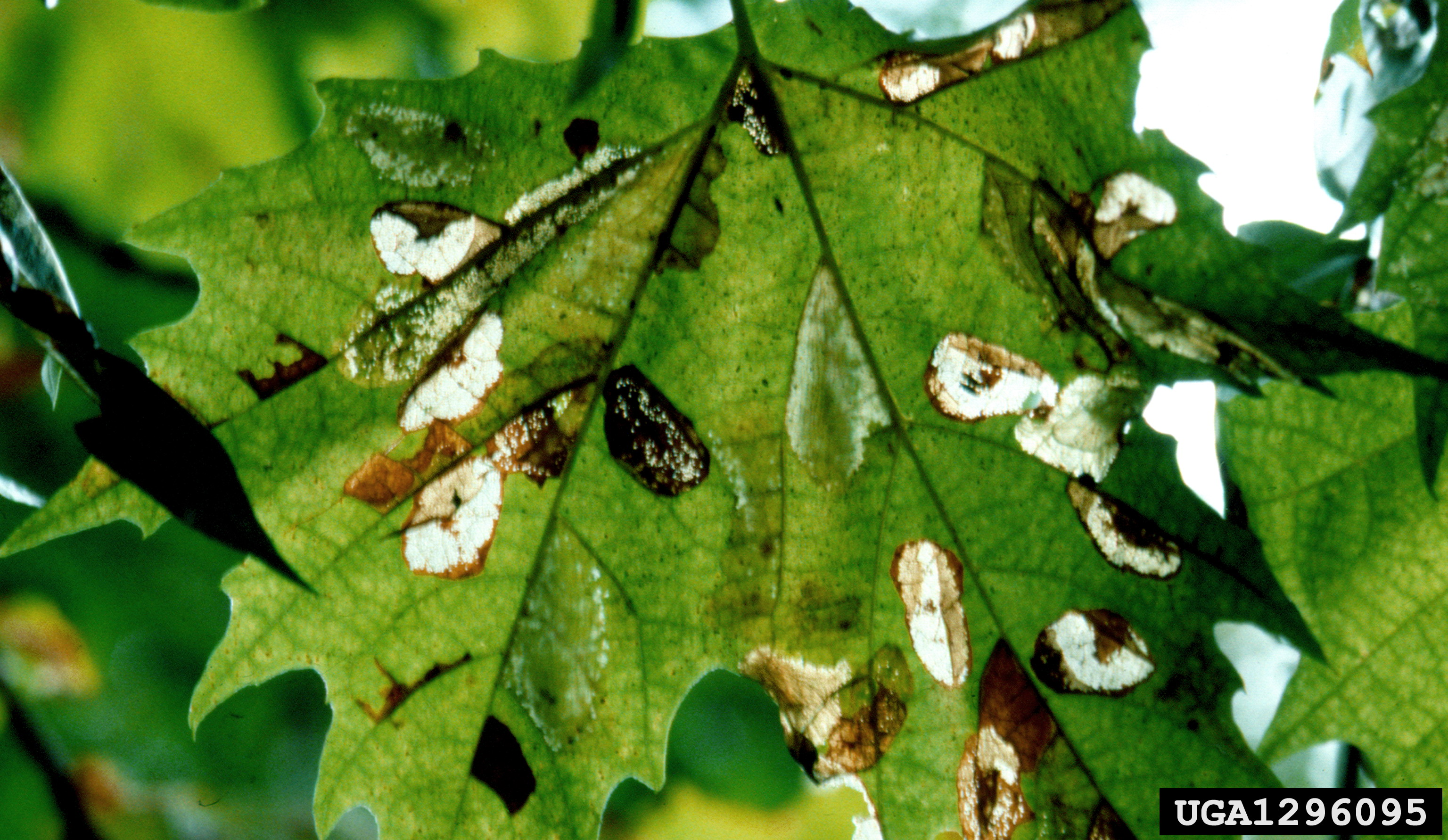
Lá cây bị hỏng

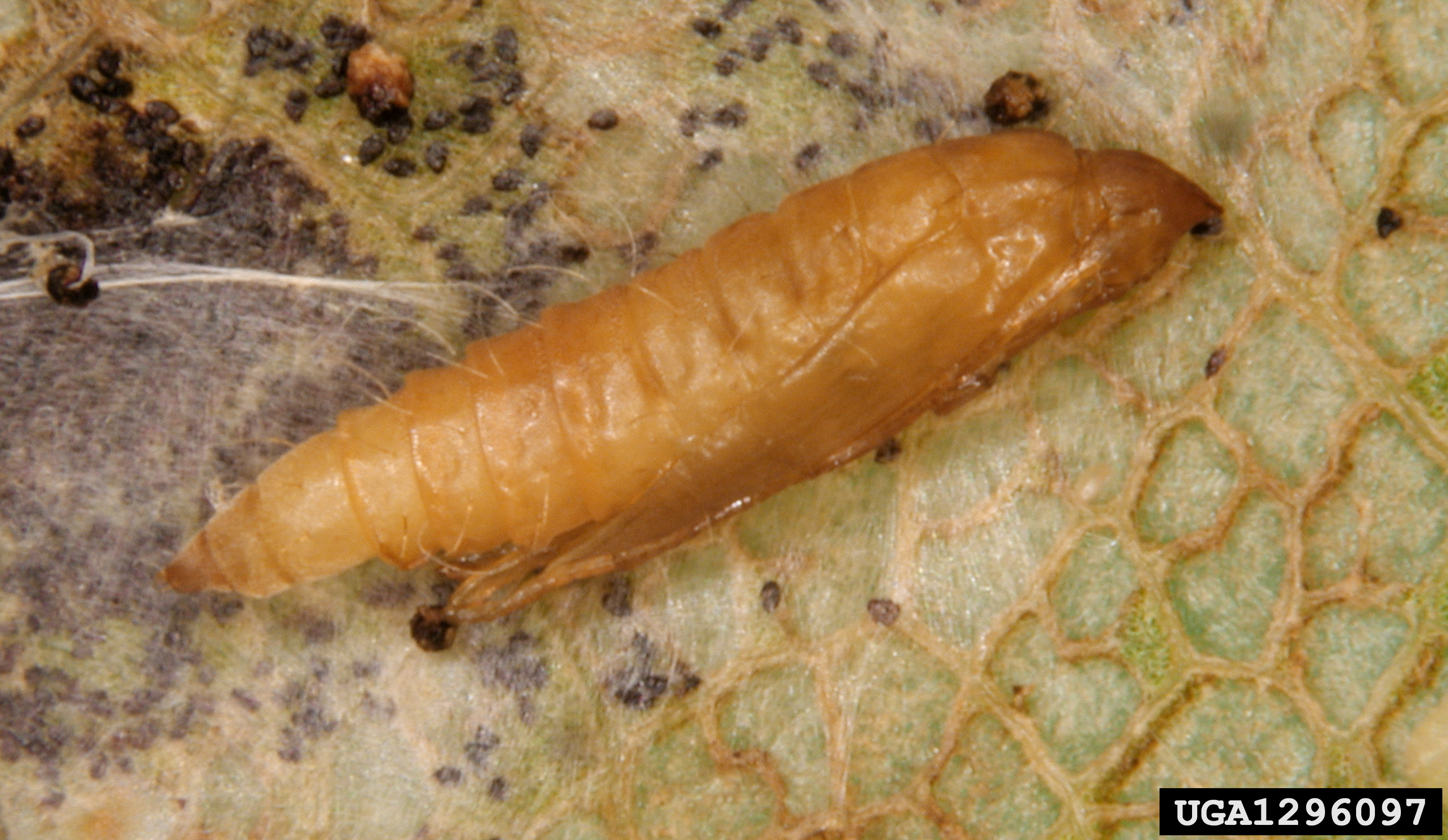
Nhộng

Sải cánh từ 8–10 mm. Loài bướm này bay trong hai thế hệ từ giữa tháng 6 tới tháng 11. .
Ấu trùng ăn các loài Platanus.

## Hình ảnh

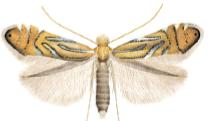
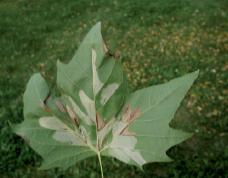